# Wendisch-Cunnersdorf

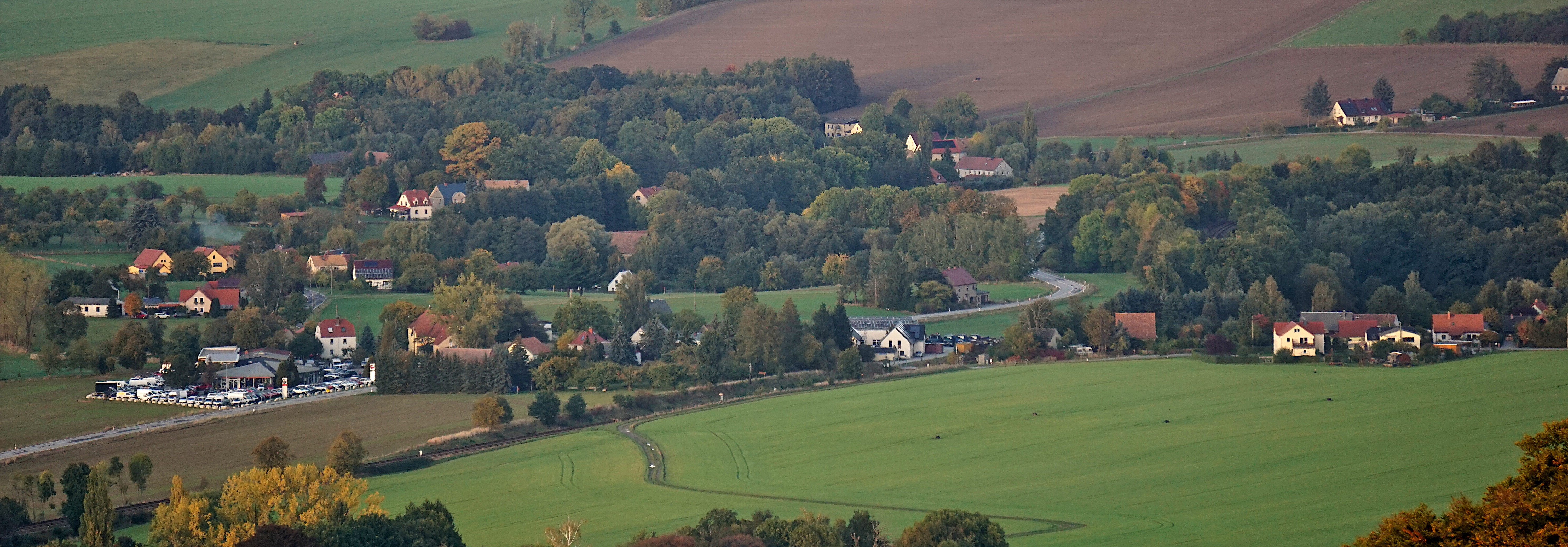
Blick auf Wendisch-Cunnersdorf vom König-Friedrich-August-Turm aus.

Wendisch-Cunnersdorf (obersorbisch Serbske Kundraćicy) ist ein Ortsteil der sächsischen Stadt Löbau im Landkreis Görlitz in der Oberlausitz. Der Ort liegt nordöstlich des Löbauer Stadtzentrums am Grundwasser, einem Zufluss des Rosenhainer Wassers. Umgebende Ortsteile sind Rosenhain im Norden, Dolgowitz im Osten, Bischdorf (OT von Rosenbach) im Südosten, Wendisch-Paulsdorf im Südwesten und Georgewitz im Westen. Ab 1939 wurde Wendisch-Cunnersdorf amtlich als Rosenhain III, zu DDR-Zeiten als Rosenhain C bezeichnet.
| Jahr | Einwohner             |
| ---- | --------------------- |
| 1777 | 15 Gärtner, 2 Häusler |
| 1834 | 213                   |
| 1871 | 213                   |
| 1890 | 229                   |
| 1910 | 192                   |
| 1925 | 182                   |

## Geschichte

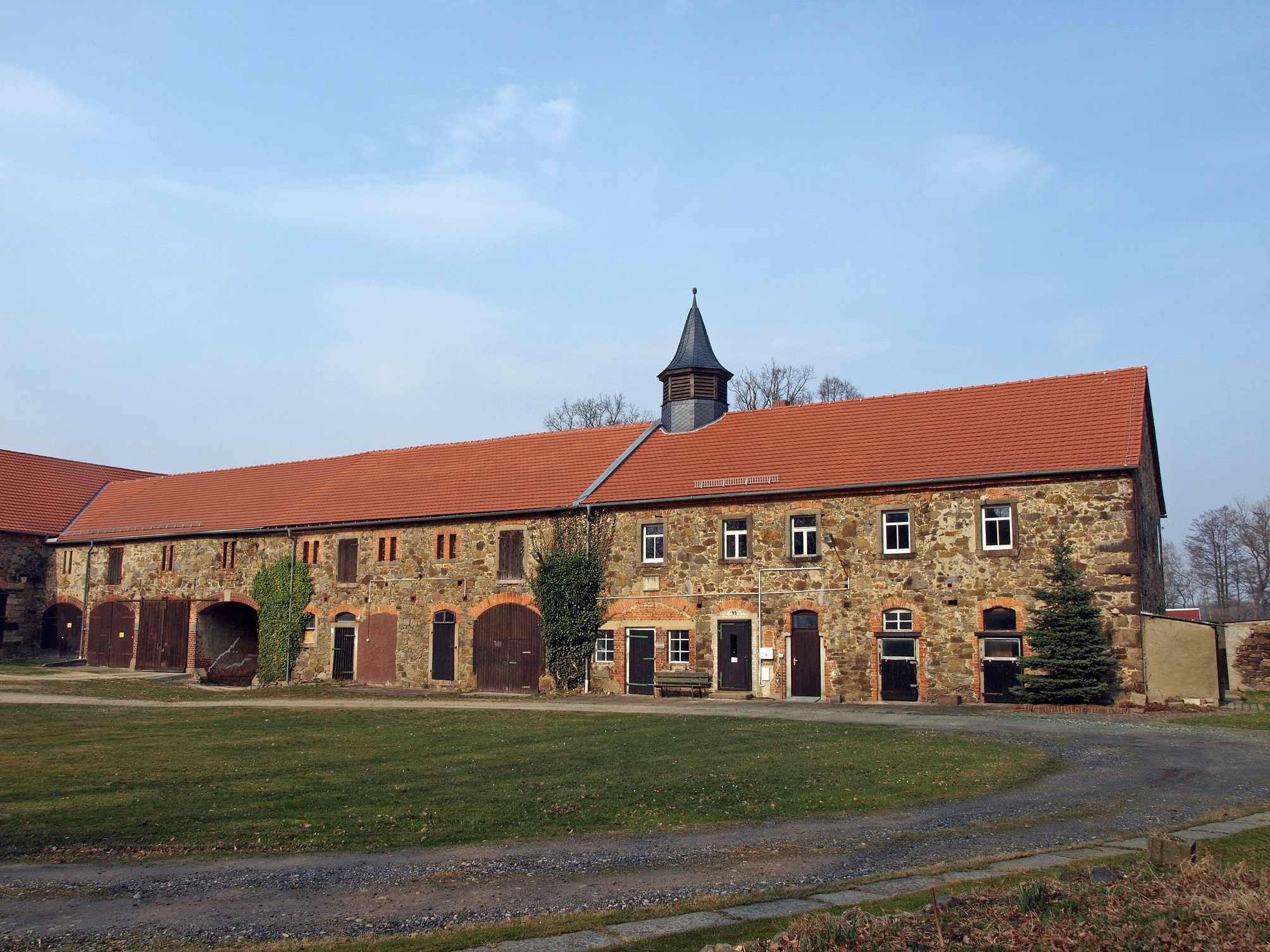
Wirtschaftsgebäude des ehemaligen Rittergutes Wendisch-Cunnersdorf

Wendisch-Cunnersdorf wurde 1317 erstmals als Conradisdorf sclavicalis urkundlich erwähnt und in diesem Dokument dem Löbauer Gericht zugewiesen. Der Ortsname weist darauf hin, dass das ursprünglich wendische (sorbische) Dorf im 13. Jahrhundert von einem deutschen Lokator namens Konrad umgestaltet wurde. 1443 ist erstmals von Windischekunersdorff die Rede, 1519 wieder von Conradstorff slawica.
Besitzer des Dorfes waren verschiedene Adelsfamilien, u. a. die Herren von Gersdorff, von Nostitz sowie die Besitzer des Rittergutes Unwürde, die Familie von Hund und Altengrotkau. 1777 wurde im Ort ein eigenständiges Rittergut geschaffen, welches im 19. Jahrhundert an bürgerliche Besitzer fiel. Dieses bestand aus einem großen Vierseithof mit Herrenhaus und Wirtschaftsgebäuden, welcher heute als Reiterhof genutzt wird. Außerdem gehörte eine Wassermühle am Grundwasser dazu, deren Bauten ebenfalls noch erhalten sind. Kirchlich untersteht Wendisch-Cunnersdorf der Kittlitzer Kirche.
Bis ins späte 19. Jahrhundert wurde in Wendisch-Cunnersdorf auch Sorbisch gesprochen. Arnošt Muka ermittelte 1884/85 eine Einwohnerzahl von 203, darunter waren neben 181 Deutschen auch 22 Sorben (11 %). Diese sprachen den mittlerweile ausgestorbenen Löbauer Dialekt.
Am 1. April 1939 wurde Wendisch-Cunnersdorf nach Rosenhain eingemeindet und amtlich in Rosenhain III umbenannt. Die Namensänderung erfolgte im Sinne der nationalsozialistischen Germanisierungspolitik mit dem Ziel, den sorbischen Ursprung der Siedlung zu verschleiern. Auch die DDR übernahm diese Namensänderung, wechselte später jedoch zur Benennung des Ortsteils als Rosenhain C. Erst 1985 erhielt der Ort seinen ursprünglichen Namen zurück. 1957 kamen einige Einzelgrundstücke der Gemarkung Georgewitz, darunter ein früheres Einnehmerhaus mit Gaststätte (heute Pension zum Schweizerhaus) dazu.
Am 1. März 1994 wurde die Gemeinde Rosenhain mit ihren Ortsteilen nach Löbau eingemeindet. Im Zuge der Neugliederung des Stadtgebietes auf Beschluss des Löbauer Stadtrates vom 7. Juli 2011 wurden einige ehemals selbständige Dörfer, darunter auch Wendisch-Cunnersdorf zu separaten Stadtteilen der Großen Kreisstadt Löbau erklärt.